# Liste der Baudenkmäler in Burgberg im Allgäu

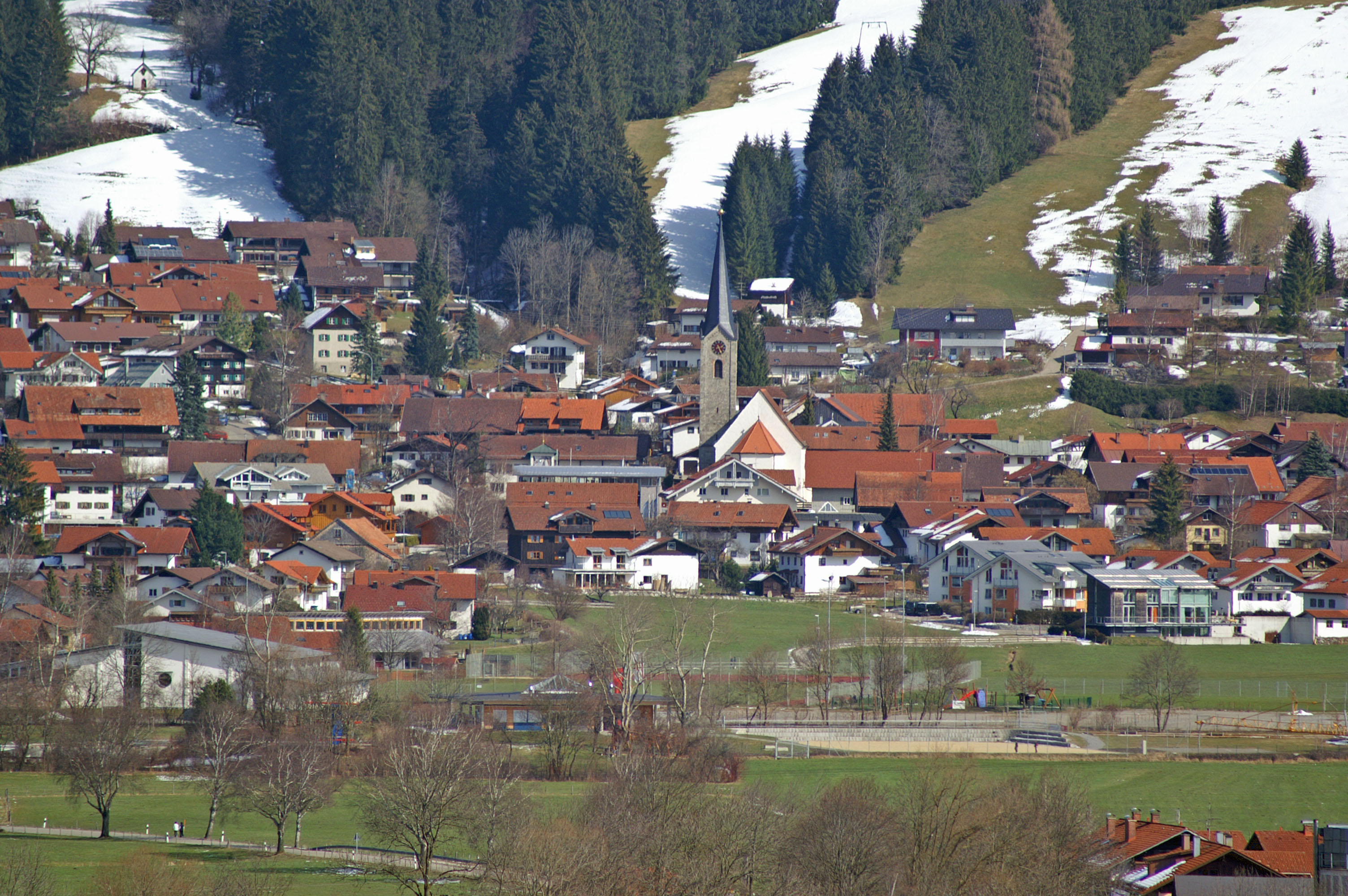
Burgberg im Allgäu

Auf dieser Seite sind die Baudenkmäler in der schwäbischen Gemeinde Burgberg im Allgäu zusammengestellt. Diese Tabelle ist eine Teilliste der Liste der Baudenkmäler in Bayern. Grundlage ist die Bayerische Denkmalliste, die auf Basis des Bayerischen Denkmalschutzgesetzes vom 1. Oktober 1973 erstmals erstellt wurde und seither durch das Bayerische Landesamt für Denkmalpflege geführt wird. Die folgenden Angaben ersetzen nicht die rechtsverbindliche Auskunft der Denkmalschutzbehörde.

## Baudenkmäler nach Ortsteilen

### Burgberg
| Lage                                                                     | Objekt                             | Beschreibung | Akten-Nr.              | Bild                  |
| ------------------------------------------------------------------------ | ---------------------------------- | --- | ---------------------- | --------------------- |
| Am Steineren Bichel, am Weg zum Grünten (Standort)                       | Steinebichl-Kapelle                | Rechteckbau mit leicht eingezogenem Chor und Dachreiter, Chor 18. Jahrhundert, Langhaus 1867. | D-7-80-118-8 Wikidata  | weitere Bilder        |
| Bauhofberg, südlich des Dorfes auf steil abfallender Bergnase (Standort) | Burgruine Burgberg                 | Burgruine Burgberg, Reste der nördlichen und südlichen Umfassungsmauer, zum Teil zweigeschossig, wohl 2. Hälfte 11. Jahrhundert.                                                                                       | D-7-80-118-9 Wikidata  | weitere Bilder        |
| Bergstraße 4 (Standort)                                                  | Ehemaliges Bauernhaus              | zweigeschossiger Mitterstallbau mit Flachsatteldach, Fachwerkgiebel und kräftigen Giebelbügen, im Kern Mitte 17. Jahrhundert.                                                                                          | D-7-80-118-2 Wikidata  | Ehemaliges Bauernhaus |
| Bergstraße 5 (Standort)                                                  | Ehemaliges Bauernhaus              | zweigeschossiger, verputzter Blockbau mit Flachsatteldach, Fachwerkgiebel und Neurokoko-Bemalung, Anfang 18. Jahrhundert, Wirtschaftsteil verändert.                                                                   | D-7-80-118-3 Wikidata  | Ehemaliges Bauernhaus |
| Blaichacher Straße 8 (Standort)                                          | Sägmühle                           | zweigeschossiger, verputzter Massivbau mit Schleppdach und reichem Fachwerkgiebel, bezeichnet 1774, Wirtschaftsteil verändert.                                                                                         | D-7-80-118-6 Wikidata  | Sägmühle              |
| Heimenhofenstraße (Standort)                                             | Ehemaliger Friedhof                | Gedenkstätte, mit Grabsteinen des 19. und frühen 20. Jahrhunderts, 1804 angelegt; Friedhofsmauer, mit Nischenbau an der Südseite mit Holzkruzifix des 18. Jahrhunderts, gleichzeitig; an Stelle der alten Dorfkapelle. | D-7-80-118-13 Wikidata | Ehemaliger Friedhof   |
| Kirchstraße 5 (Standort)                                                 | Katholische Pfarrkirche St. Ulrich | Saalbau mit eingezogenem Chor und nördlichem Turm mit Spitzhelm, Neubau von Franz Kleinhans, 1754 ff, Turm von Johann Baptist Kaufmann 1868, Vorzeichen 1905; mit Ausstattung.                                         | D-7-80-118-1           | weitere Bilder        |

### Agathazell
| Lage                     | Objekt                              | Beschreibung | Akten-Nr.     | Bild           |
| ------------------------ | ----------------------------------- | --- | ------------- | -------------- |
| Agathazell 11 (Standort) | Katholische Filialkirche St. Agatha | Saalbau mit leicht ausspringendem Chor und westlichem Turm mit Zwiebelhaube, mittelalterlicher Bau, Umbau durch Simon Besler 1613, Turmoberbau 1667; mit Ausstattung. | D-7-80-118-10 | weitere Bilder |

### Grünten
| Lage                                                   | Objekt         | Beschreibung | Akten-Nr.              | Bild           |
| ------------------------------------------------------ | -------------- | --- | ---------------------- | -------------- |
| Alte Stuhlwand, auf dem Gipfel des Grünten. (Standort) | Kriegerdenkmal | Bruchsteinrotunde mit hohem, kegelförmigem Scheingewölbeaufsatz, nach Entwurf von Bruno Biehler (München), 1924. | D-7-80-118-14 Wikidata | weitere Bilder |

### Häuser
| Lage                        | Objekt                                  | Beschreibung | Akten-Nr.     | Bild           |
| --------------------------- | --------------------------------------- | --- | ------------- | -------------- |
| Am Brunnenbach 1 (Standort) | Katholische Kapelle St. Pauli Bekehrung | Rechteckbau mit dreiseitigem Schluss und turmartigem Dachreiter mit Zwiebelhaube, 1925; mit historischen Ausstattungsstücken. | D-7-80-118-11 | weitere Bilder |

### Ortwang
| Lage                      | Objekt                          | Beschreibung                                                                                                | Akten-Nr.     | Bild                            |
| ------------------------- | ------------------------------- | --- | ------------- | ------------------------------- |
| Oberortwang 24 (Standort) | Katholische Kapelle Maria Trost | Rechteckbau mit dreiseitigem Schluss und turmartigem Dachreiter mit Zwiebelhaube, um 1740; mit Ausstattung. | D-7-80-118-12 | Katholische Kapelle Maria Trost |